# Hugo Rüdiger
Hugo Friedrich Benno Rüdiger (* 26. Dezember 1851 in Strasburg, Westpreußen; † Mai 1920 in Hamburg) war ein deutscher Seeoffizier, Vize-Gouverneur von Ost-Afrika, bis Herbst 1896 Landeshauptmann von Neu-Guinea, Hafenkommandant, Fregattenkapitän und HAPAG-Kapitän.

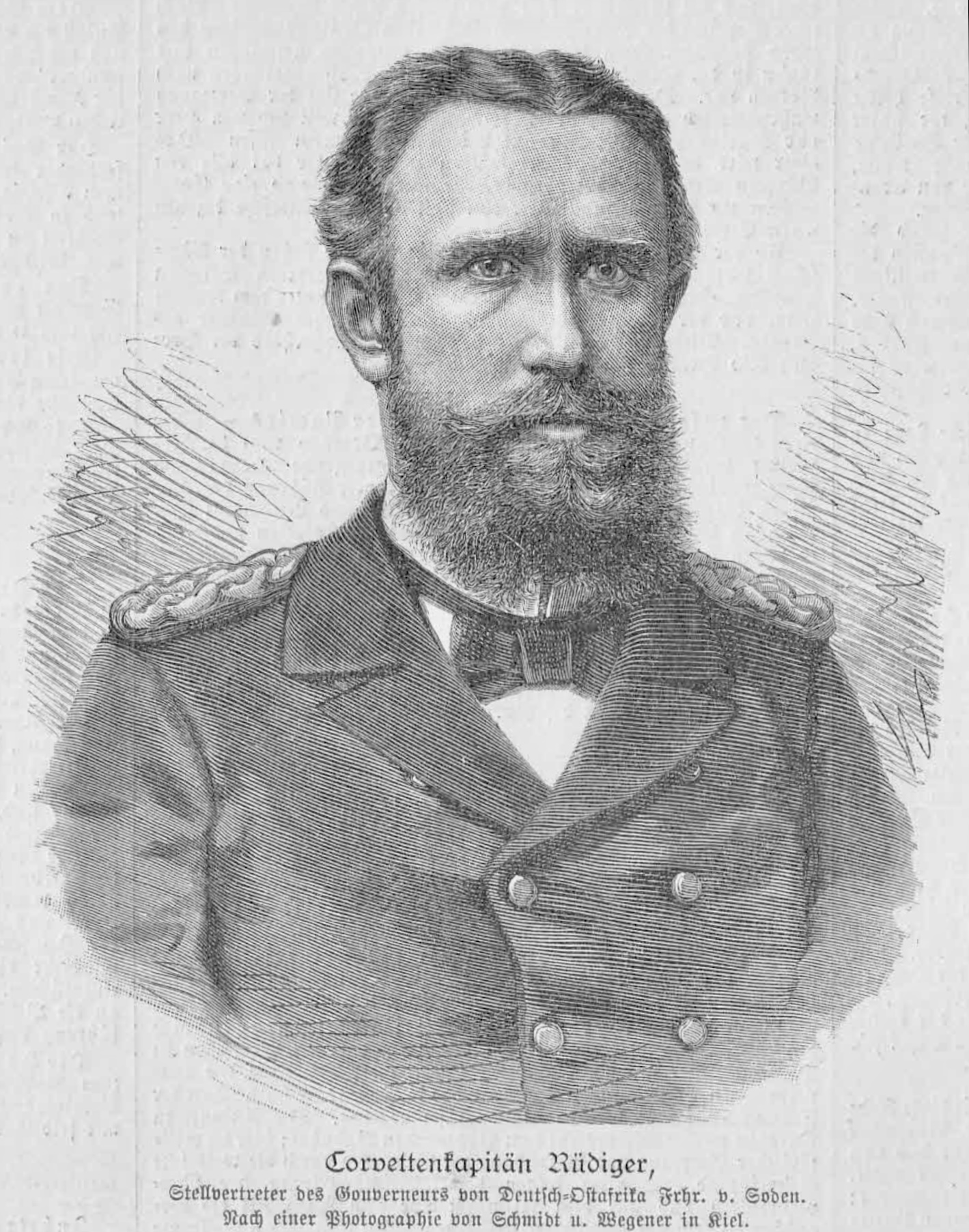
Corvettenkapitän Rüdiger, Stellvertreter des Gouverneurs von Deutsch-Ostafrika, Frhr. von Soden. Nach einer Photographie von Schmidt und Wegener, Kiel. Holzstich von 1891.

## Leben

### Familie
Hugo Friedrich Benno Rüdiger kam als Sohn des Rechnungsrates Gottlob Leberecht Rüdiger und seiner Ehefrau Julie Mathilde, geb. Wieczorrek, zur Welt. Am 3. Oktober 1892 heiratete er in Danzig Martha Junge. Damals wohnte Rüdiger im Haus Behrenstr. 13 in Berlin. 1894 wurde als Wohnsitz (Korvetten-Kapitän a. D.) Guben, Wilhelmsplatz 2 b, angegeben, 1895 (Liste der Auswärtigen Ordentlichen Mitglieder der Gesellschaft für Erdkunde zu Berlin) Friedrich-Wilhelmshafen (Deutsch-Neuguinea). Die Königlich Preußische Ordens-Liste gibt für 1895 an: „Rüdiger, Korvetten-Kapitän a. D. zu Treptow, Kr. Teltow.“ Im Sommer 1898, als Rüdiger nautischer Leiter der Deutschen Expedition in das Nördliche Eismeer war, wurde als sein Wohnort Neuendorf auf der Insel Wollin angegeben. 1917 lautete der Wohnsitz Hamburg 30, Gärtnerstr. 52.
Rüdigers Ehefrau Martha starb am 19. Dezember 1918. Hugo Rüdigers Tod ist im Hamburger Sterberegister nicht vermerkt. Der Hamburgische Correspondent schrieb in seiner Ausgabe vom Freitag, 21. Mai 1920: „Im Verein Deutscher Seeschiffer zu Hamburg wurde vor Eintritt in die Tagesordnung das Andenken an das langjährige Mitglied, den verstorbenen Korvettenkapitän Rüdiger, in hergebrachter Weise geehrt.“

### Ausbildung zum Seeoffizier

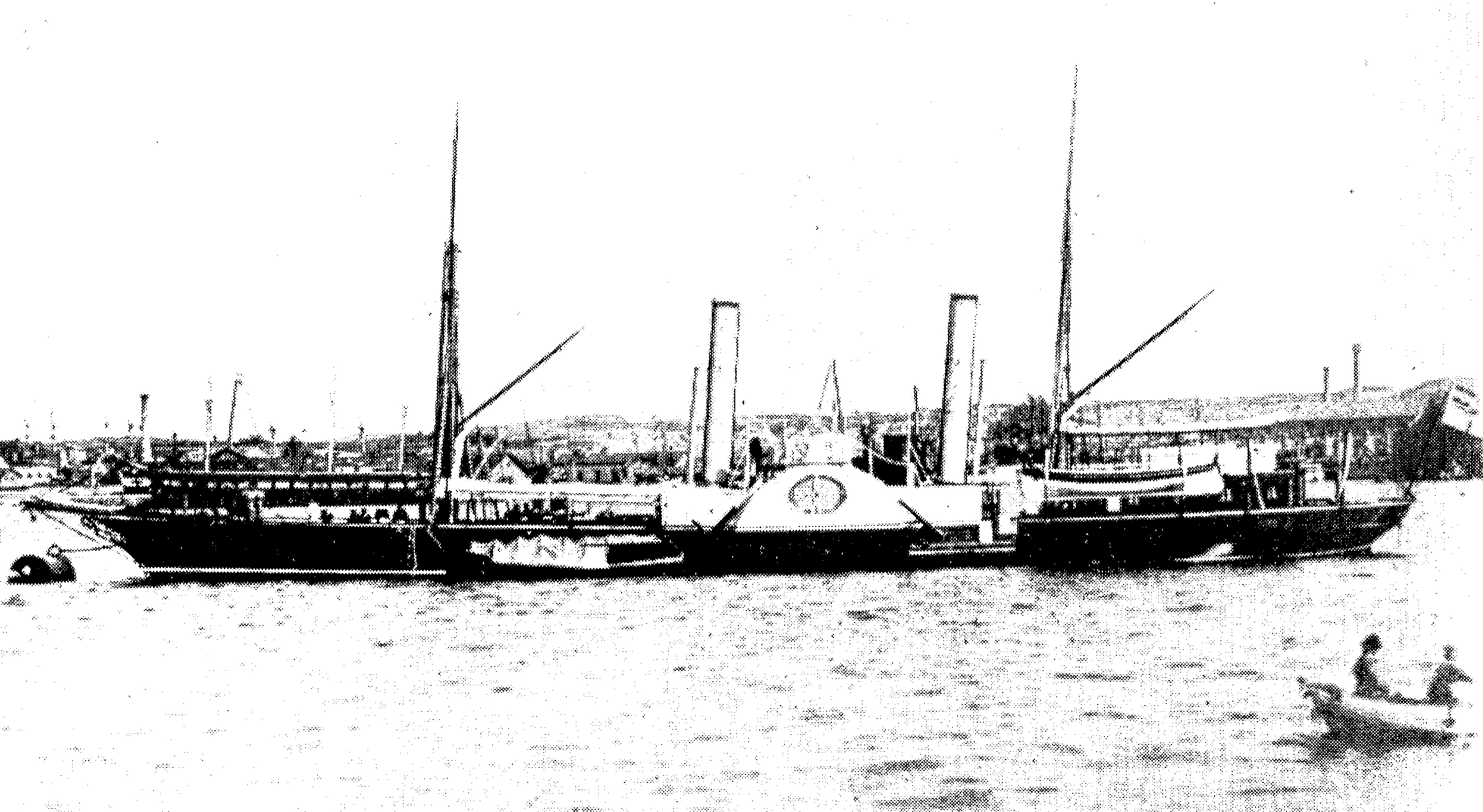
Hugo Rüdiger war als Kapitänleutnant 1886 Kommandant des Aviso Pommerania.

Hugo Rüdiger trat als 16-Jähriger am 26. April 1868 in den Dienst der Kaiserlichen Marine ein. Mit dem Dienstgrad Kapitänleutnant war Rüdiger im Zeitraum April bis Oktober 1886 Kommandant des Aviso Pommerania.

### Kommandant derSchwalbe

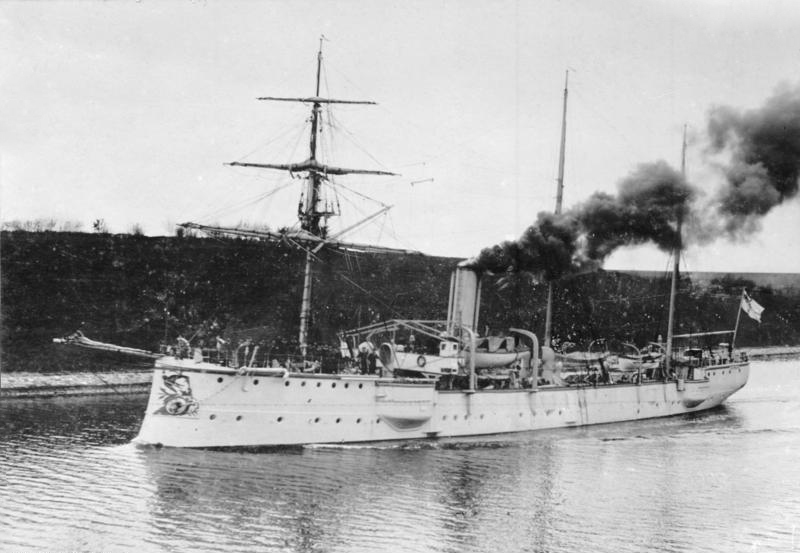
Der Kleine Kreuzer Schwalbe, hier etwa 1897 auf dem Kaiser-Wilhelm-Kanal, lief am 16. August 1887 in Wilhelmshaven vom Stapel.

Durch „Kaiserlich deutsche Kabinetsorder“ wurde Hugo Rüdiger im zweiten Quartal 1890 unter Entbindung von der Stellung als Kommandant der Brigg Rover zum Kommandanten des Kreuzers Schwalbe ernannt.

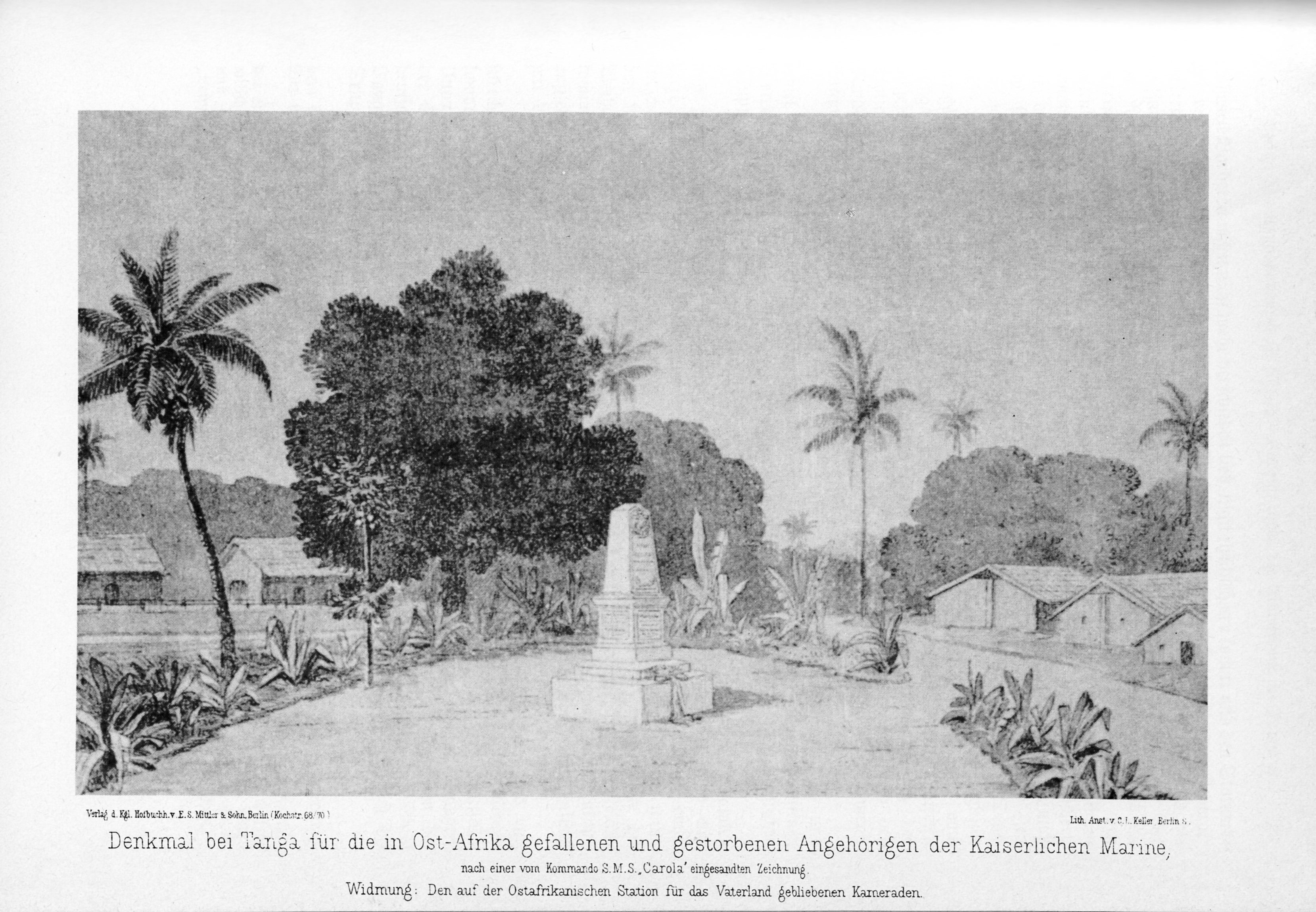
Denkmal für die in Ost-Afrika gefallenen Angehörigen der Kaiserlichen Marine in Tanga, errichtet 1890

Von Juli 1890 bis Oktober 1891 war Rüdiger als Korvettenkapitän Kommandant des auf der ostafrikanischen Station befindlichen Kreuzers Schwalbe. In dieser Funktion weihte Rüdiger am 9. Oktober 1890 in Tanga ein Denkmal für die während eines Aufstandes umgekommenen Marineangehörigen ein.

### Kommandeur der Schutztruppe
Das für Personalangelegenheiten zuständige Marinekabinett beurlaubte Rüdiger im Oktober 1891. Danach wurde er zum Stellvertreter des Gouverneurs ernannt.
Mittels „Gouvernementsbefehl, betreffend die Übernahme der Befugnisse des Kommandeurs der Kaiserlichen Schutztruppe für Deutsch-Ost-Afrika durch den bisherigen Korvettenkapitän Rüdiger“, Dar-es-Salam, den 2. Oktober 1891, wurde Korvettenkapitän Rüdiger zum Vize-Gouverneur ernannt:

„Durch Allerhöchsten Befehl Seiner Majestät des Kaisers und Königs ist der bisherige Kommandant S. M. S. ‚Schwalbe‘, Korvettenkapitän Rüdiger, zu meinem Stellvertreter ernannt worden. Die mir von Seiner Majestät übertragenen Befugnisse des Kommandeurs der Schutztruppe, welche bisher von dem Bezirkshauptmann in Bagamoyo R. Schmidt wahrgenommen wurden, werden künftig in meiner Vertretung und in meinem Namen durch Herrn Kapitän Rüdiger ausgeübt, welcher somit ermächtigt ist, in meiner Vertretung zu zeichnen.

Der Bezirkshauptmann R. Schmidt wird seiner Obliegenheiten als militärischer Beirath des Gouverneurs hiermit entbunden und hat nach Uebergabe der Geschäfte des Kommandeurs der Schutztruppe an Herrn Kapitän Rüdiger seine bisherige Stellung als Bezirkshauptmann von Bagamoyo wieder anzutreten.

Der Kaiserliche Gouverneur, Freiherr von Soden“

Julius von Soden war seit 1891 Gouverneur von Deutsch-Ostafrika gewesen.
In den „Jahresheften des Vereins für Mathematik und Naturwissenschaften“ wurde 1892 über Rüdigers Erscheinungsbild berichtet: „Über die dienstliche Stellung des Gouverneurs habe ich schon weiter oben gesprochen; den nächsten Rang nach ihm nimmt sein Stellvertreter, damals Korvettenkapitän Rüdiger, ein, zugleich beauftragt mit den Geschäften des Kommandeurs der Schutztruppe. Schon am ersten Tage meines Aufenthalts in Dar-es-Salam hatte ich die Ehre dem Kapitän Rüdiger durch Herrn von Soden vorgestellt zu werden, in ihm habe ich einen ebenso schneidigen, hervorragenden Soldaten, wie liebenswürdigen Kameraden kennen gelernt, er war ein Kommandeur, zu dem sich die Schutztruppe nur gratulieren konnte, in seinen Händen war diese jüngste unserer deutschen Heeresabteilungen sicher geborgen.“
Durch Kabinettsorder wurde Korvettenkapitän Hugo Rüdiger am 11. November 1892 von der Stellung als Stellvertreter des Gouverneurs von Deutsch-Ostafrika entbunden. Zugleich wurde ihm der Abschied mit Pension erteilt.
In einer Mitteilung vom 27. Juni 1893 verlautete, dass sich die Kassebaugesellschaft in Berlin ein neues Aktienunternehmen mit einem Kapital von 250.000 Mark gebildet habe, zu deren erstem Aufsichtsrat sich Korvettenkapitän a. D. Rüdiger gesellt habe.

Station Friedrich-Wilhelms-Hafen, 1892

Nachdem Hugo Rüdiger im November 1892 als Korvettenkapitän und stellvertretender Gouverneur für Ostafrika aus dem aktiven Dienst ausgeschieden war, wirkte er von 1893 bis 1896 als Landeshauptmann des Schutzgebietes der Neu-Guinea Co. in deren Diensten.

### Im Dienst der Neuguinea-Kompagnie

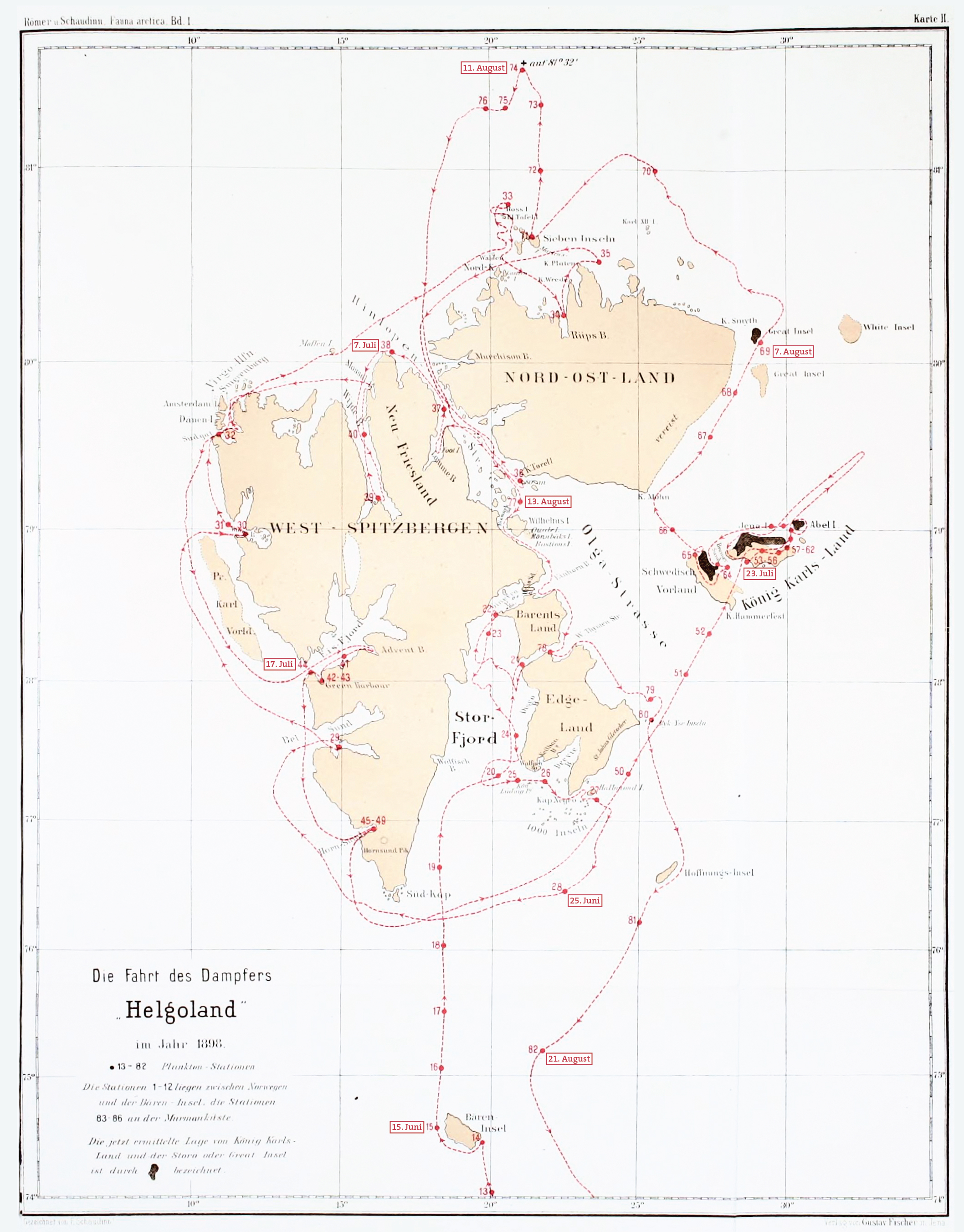
Karte Spitzbergens mit der Fahrtroute des Dampfers Helgoland und Korrekturen der Küstenlinien durch Korvettenkapitän a. D. Rüdiger. Die Nummern bezeichnen die Planktonstationen.

Im Jahr 1893 trat Korvettenkapitän a. D. Rüdiger in die Dienste der Neuguinea-Kompagnie. Er sollte vornehmlich die Vertretung des Landeshauptmanns in Behinderungsfällen übernehmen. Nach seiner Ankunft im Schutzgebiet im November 1893 wurde er zum Vorsteher der Zentralstation Friedrich-Wilhelmshafen in der Astrolabe Bay und bald danach auch zum Vorsteher des Arbeiterdepots daselbst ernannt. Zugleich wurde er mit der Wahrnehmung der Gesundheitspolizei in den dortigen Häfen betraut. Seit der Beurlaubung des Landeshauptmanns Georg Schmiele, der am 3. März 1895 in Batavia starb, wurde Korvettenkapitän a. D. Rüdiger mit der Führung der Geschäfte der Landeshauptmannschaft betraut.

„Die interessanteste Bekanntschaft, die ich hier machte, war der aus den Kämpfen in Ostafrika her bekannt gewordene Corvettenkapitän-Kapitän a. D. Rüdiger, ein außerordentlich liebenswürdiger und allgemein beliebter Herr mit blauem Zwicker und graumelirtem Cotelettebart, den, noch in der Vollkraft seiner Jahre, das Schicksal als Adlatus des Landeshauptmanns hierher nach Neuguinea verschlagen hatte; er und seine liebenswürdige Frau, die den Muth hatte, ihm dorthin zu folgen, sind mir später liebe Freunde geworden […]“

Landeshauptmann der Neuguinea-Kompagnie war Hugo Rüdiger dann vom 15. Februar bis 28. August 1896. Eine Erkrankung zwang ihn im Oktober 1896 zur Rückreise nach Deutschland. Im Frühjahr 1897 hielt Rüdiger in Berlin Vorträge über: „Aus und über Neu-Guinea“, so am 18. März 1897 vor dem Centralverein für Handelsgeographie usw.

„Rüdiger, der sich schon in Ost-Afrika als Vertreter des Gouverneurs von Soden bewährt hatte, hat während seiner nur kurzen Amtszeit wichtige Beiträge zur Erforschung des Landes geliefert, insbesondere im Südosten und im Norden, und dem räuberischen und gesetzwidrigen Treiben malaysischer und chinesischer Händler Einhalt gethan.“

Am 8. September 1897 erfolgte die Falschmeldung, der „stellvertretende Landeshauptmann in Deutsch-Neu-Guinea, Korvettenkapitän a. D. Rüdiger, ist am 26. August von Eingeborenen ermordet worden“. Es stellte sich dann heraus, dass tatsächlich der stellvertretende Landeshauptmann, Leutnant a. D. Curt von Hagen, am 13. August nahe Friedrich-Wilhelmshafen von Eingeborenen erschossen worden war.
1897 schenkte Korvettenkapitän a. D. Rüdiger dem Berliner Museum Masken von den Kaan-Inseln (Ost-Neuirland).

### Expedition in das nördliche Eismeer
Hugo Rüdiger war dann im Sommer 1898 Führer einer wissenschaftlichen Expedition in das nördliche Eismeer und trat darauf in die Dienste des Deutschen Schulschiffvereins, dessen erstes Schulschiff Großherzogin Elisabeth er von 1901 bis 1908 als Kapitän führte.

### Mitwirkung bei der Hamburg-Amerika-Linie
Von November 1903 an wirkte er bei der Hamburg-Amerika-Linie, deren Inspektor für den Navigationsdienst er war. Bei Ausbruch des Krieges stellte er sich der Marine zur Verfügung und wurde mit der Leitung der Kommandantur des Hamburger Hafens als Hafenkommandant betraut und später zum Fregattenkapitän befördert.
Hugo Rüdiger war seit dem 10. August 1889 Inhaber des Roten Adlerordens 4. Klasse.

## Schriften
- Hugo Rüdiger: Der Hüon-Golf im Südosten von Kaiser-Wilhelms-Land. In: Verhandlungen der Gesellschaft für Erdkunde zu Berlin. Band 24, 1897, S. 280–295.
- Hugo Rüdiger: Allgemeines über den Verlauf der Expedition nach dem europäischen Nord-Meer an Bord des Dampfers „Helgoland“. – Internet Archive. In: Verhandlungen der Gesellschaft für Erdkunde zu Berlin. Band 25, Nr. 8/9, 1898, S. 430–448.